# Louignac
Louignac là một xã thuộc tỉnh Corrèze trong vùng Nouvelle-Aquitaine miền trung Pháp.

## Dân số
| Năm | 1792 | 1821 | 1841 | 1872 | 1901 | 1911 | 1921 | 1931 | 1946 | 1962 | 1968 | 1975 | 1982 | 1990 | 1999 | 2006 |
| --- | ---- | ---- | ---- | ---- | ---- | ---- | ---- | ---- | ---- | ---- | ---- | ---- | ---- | ---- | ---- | ---- |
| Dân số | 850  | 693  | 746  | 650  | 636  | 582  | 455  | 440  | 380  | 293  | 266  | 246  | 208  | 194  | 186  | 230  |
| From the year 1962 on: No double counting—residents of multiple communes (e.g. students and military personnel) are counted only once. |      |      |      |      |      |      |      |      |      |      |      |      |      |      |      |      |